# 桃野コメット
桃野 コメット（ももの コメット）は、日本の女性シンガーソングライター、作曲家、編曲家、声優。大阪芸術大学文芸学科中退。

## 略歴
幼い頃からピアノを習っていた。大阪芸術大学を中退後、声優事務所に所属したがあまり売れず、心機一転として音楽業界へ足を踏み入れDTMなどの音楽制作を始め、ヒューマンに入社。しかしそのヒューマンも倒産し、途方にくれていた時にWINTERSの募集告知を見てアダルトゲーム業界に飛び込む。以降、森雪美やその他様々な名義でフリーの音楽家としてジャンルを問わず活動している。理多が定期的に行うアンプラグドライブにてピアニストとして共に出演、ピアノ伴奏だけでなく編曲も手がける。

## 人物・エピソード
- 同じ作曲家の猫野こめっととは名前が似ているだけで直接の関係は無い。
- 2005年以降は「桃野」を取って「コメット」のみの表記にする場合もある。
- KISS×200のタイトル画面で大音量で流れてくる『新世紀』が衝撃的だった為に、彼女の制作するBGMが平井次郎の書くシナリオと共にWINTERSのゲームの代名詞となってしまった。

## 作品

### 作詞・作曲・ボーカル
- こんなアタシでも… 全BGM  ※ 森雪美名義
- ゴメンなさい…アタシのせいで 全BGM  ※ 森雪美名義
- KISS×200 とある分校の話 全BGM
- こんな魔法少女…アタシはレミィ 全BGM
  - オープニング『地平線』
    - 作詞・作曲・歌：桃野コメット
- 感覚の鋭い牙 全BGM
  - オープニング『瑠璃色の彼方』 
    - 作曲：桃野コメット
- KISS×300 こんな世界 全BGM
  - エンディング『KISSの後で』 
    - 作詞・作曲・歌：桃野コメット
    - ゲーム中では、『入り口とも知らずに』と誤記。
- こんなアタシでゴメンなさい…真冬外伝 全BGM
- KISS×400 懐かしき日々の連続 全BGM

以上全てWINTERS製作のアダルトゲーム。

### CD
- Rita 『moment -もぉめんと-』 「響声-votum-」の作曲
- Rita 『Rita's Hour 04 -HolyNight Unplugged- LIVE SELECT』 ピアノ編曲・演奏

### インターネットラジオ
- KISS∞（キスむげんだい）